# Thienemanniella acuticornis
Thienemanniella acuticornis är en tvåvingeart som först beskrevs av Jean-Jacques Kieffer 1912.  Thienemanniella acuticornis ingår i släktet Thienemanniella och familjen fjädermyggor. Arten är reproducerande i Sverige. Inga underarter finns listade i Catalogue of Life.